# Correo de inocentes
Correo de inocentes é uma série de televisão colombiana exibida pela RCN Televisión entre 28 de junho de 2011 e 24 de janeiro de 2012, totalizando 125 episódios. Foi dirigida por Clara María Ochoa, sob o roteiro de Ana Maria Londoño e a protagonização de Margarita Rosa de Francisco, Salvador del Solar e Roberto Urbina.
Sua repercussão também se expandiu para países que a transmitiram, como Equador, Estados Unidos, México e Panamá. Foi indicada a diversas categorias em prêmios importantes da televisão mexicana: India Catalina e Prêmio TVyNovelas. A série narra a história de duas irmãs que gerenciam uma empresa e um de seus clientes é um renomado advogado.

## Elenco
- Margarita Rosa de Francisco - Pilar Carrasco
- Salvador del Solar - Sergio Gaviria
- Roberto Urbina - Alex Avendaño
- Laura García - Eugenia Herrera
- Cristina Campuzano - Cristina Cadena
- Ricardo Leguizamo - Julián Gonzales
- Héctor Méndez - Cosme Consuegra
- Juana Arboleda - Marleny Vega
- Roberto Trobajo - Antonio Rivera
- Victoria Gongora - Carmela Carrasco
- Hernan Cabiativa - Celso Ariza
- Juan Fernando Sánchez - Hugo Ruiz
- Maria Luisa Flores - Lina Vasquez
- Juan Carlos Messier - Manuel Villa
- Luis Carlos Fuquen - Harold Mina
- Karina Laverde - Miriam
- Alejandro Tommasi - Andrés
- Dario T. Pie - Morelio
- Tara Parra - Ramona
- Fabián Robles - Paulino
- Abril Onyl - Braulia
- Michel Brown - Gerardo
- Fabiola Campomanes - Australia
- Bebsabe Duque - Milena